# La Veu del Carrer
La Veu del Carrer –coneguda simplement com a Carrer– és una publicació trimestral, majoritàriament en català però amb articles també en castellà, publicada per la Federació d'Associacions de Veïns de Barcelona (FAVB) i dirigida per Néstor Bogajo.
Els objectius de la publicació són apropar a la gent dels barris la informació que generen els mateixos barris i que normalment no té espai en els grans mitjans de comunicació, i esdevenir al mateix temps un punt de referència en qualitat de portaveu del moviment veïnal. D'aquesta manera, la revista complementa el treball de la FAVB per a una ciutat on els barris esdevinguin ens vius i dinàmics, amb coses per dir i per aportar i no mers límits administratiu en un plànol. Amb els anys, la revista ha anat guanyant influència i avui fins i tot els grups polítics de l'ajuntament estan pendents de les seves pàgines.

## Origen
La Veu del Carrer va néixer l'octubre del 1991 abordant el problema de l'aluminosi a les barriades. Va sorgir amb la voluntat de convertir-se en un instrument de denúncia de les polítiques municipals que no respectessin l'opinió de la ciutadania. Cal recordar que en aquell moment la ciutat passava per una remodelació urbanística fruit de l'organització dels Jocs Olímpics de 1992.
L'antecedent més immediat de Carrer és una circular d'informació interna publicada amb periodicitat per la junta directiva de la federació en tirades de 500 exemplars, amb el títol de La FAVB informa. Era una recopilació de notícies i articles d'opinió d'altres mitjans de comunicació. La idea de Carrer va sorgir quan aquesta publicació tenia uns 15 números i la junta va presentar a la Generalitat un projecte per crear una publicació pròpia. També cal destacar una altra publicació que va ser un preludi d'aquesta, l'any 1983, i només durant un any, la FAVB va editar El 29. El consell de redacció del moment estava format pel mateix Andrés Naya, Ernest Alós i Roser Argeml. L'editorial d'aquest primer número de La Veu del Carrer, titulat Per què “Carrer”?, destil·lava ja el seu caire reivindicatiu a més del seu objectiu principal: informar als veïns associats a les entitats federades en la FAVB.
Editorial Fundacional:
“El carrer és un lloc de trobada. Per a relacionar-nos, per a comunicar-nos. El carrer és un bon mitjà: avui compleix aquesta funció amb dificultats. Reivindiquem el carrer, les seves voreres, per als homes i dones que les trepitgen. En massa ocasions les barreres arquitectòniques, el mobiliari urbà, els cotxes, les motos ens impedeixen passejar. El carrer, molts carrers, almenys una vegada a l'any adquireixen un to festiu. Trenquen la monotonia. Transformen la "normalitat" de la vida quotidiana. Els carrers són l'escenari on la festa ens posa en contacte uns amb els altres, amb una gran tolerància. Carrer i associacionisme tenen molt a veure. No podem oblidar que el carrer, en moltes ocasions, ha permès d'airejar les nostres reivindicacions, defensar nostres drets, lluitar per la llibertat. Per aquestes i d'altres raons, la FAVB treu a la llum pública la revista Carrer. A partir d'aquest número esperem que Carrer arribi a potenciar l'associacionisme, a conèixer la nostra ciutat i els seus barris, i a continuar la nostre feina per una ciutat més justa i equilibrada, més solidària i participativa.”

## Història i evolució
El primer número de la revista va aparèixer amb l'estructura d'un tabloide de 47cm x 33 cm., amb 20 pàgines, la portada i la contraportada a color i escrit quasi íntegrament en català. A partir del número 13 (febrer del 1993) va reduir el seu format i canviar la maquetació. Quasi sempre manté el nombre de pàgines fins a la publicació número 47 (juliol-agost de 1997) que augmenta 4 pàgines. Des del seu naixement el 1991 i fins al 1995, va publicar 8 números a l'any amb un tiratge de 20.000 exemplars. A partir del 1995, la disminució de les subvencions públiques obliga a publicar només 6 números amb un tiratge de 8.000 exemplars. Actualment, La Veu del Carrer continua distribuint-se gratuïtament i mantenint aquest tiratge. 5000 exemplars es distribueixen a través dels locals dels veïns, els centres cívics, comerços, biblioteques i diferents entitats. I 3000 exemplars són enviats per correu per subscriptors que paguen la seva quota anual que només cobreix les despeses d'enviament. Es finança mitjançant subvencions públiques (de l'Ajuntament de Barcelona i de la Generalitat de Catalunya), la publicitat institucional i privada i, especialment, el treball voluntari.
L'any 2007 la publicació va complir 15 anys de trajectòria celebrant-ho amb la publicació número 100, que la van dedicar a la temàtica “Poder i ciutat”. L'editorial“l'altra participació” reivindicava de nou que la ciutat era de tots:
“En aquest número de Carrer volem parlar d'una altra participació, no aquella que s'ajusta a normes definides, la laboriosa, que sovint no té a l'abast ni totes les informacions ni tots els recursos. En aquest número volem parlar de la participació d'aquells i aquelles que formen part de consells d'administració, que lliguen els seus noms a la propietat de determinats espais de la ciutat: els senyors (i les senyores) de Barcelona. La ciutat no és un espai cortès on ballem un minuet entre els poders (els públics i privats) i la ciutadania. Barcelona és l'escenari de lluites pel poder, pel poder econòmic i pel poder polític. En aquest número pretenem, com a la pel·lícula Los otros, fer una mirada a aquest món paral·lel.”
A finals d'aquest mateix any es va publicar el número 104, on anunciaven un canvi en la maquetació de la revista, un canvi que va suposar la fi dels editorials i dels crèdits (Edició, Consell de Redacció, Redactors, Fotografia, Portada, Disseny i producció i impressió). En aquest anunci també s'informava de la versió virtual de la revista. Aquesta versió avui dia no és vigent, i la revista està vinculada a la pàgina web de la FAVB  Arxivat 2007-07-14 a Wayback Machine. des d'on també es pot consultar tota la col·lecció en format digital.
Des del juliol del 2010 fins al març del 2011 la crisis interna de la FAVB va aturar l'edició i publicació de la revista. Més de 200 intel·lectuals i col·laboradors de la revista van reclamar amb un manifest la continuïtat de la publicació. El manifest subratllava que la continuïtat de la revista estava vinculada als ex-codirectors, Andrés Naya i Marc Andreu, i ho signen membres del consell assessor i del de redacció, dos expresidents de la Favb, periodistes, escriptors, fotògrafs i experts en història, urbanisme i economia, entre d'altres.
El detonant de la crisi va radicar en la gestió del procés per designar nova síndica de Greuges de Barcelona. Es presentava la presidenta de l'anterior Junta de la FAVB, Eva Fernàndez, i un sector va desaprovar que la federació hagués de fer campanya per ella. La dimissió de la Junta, que es va produir el 10 de novembre, va coincidir amb el cessament dels codirectors de la revista de la FAVB, Andrés Naya i Marc Andreu, perquè s'havien pres unes atribucions que no els corresponien, segons l'anterior Junta.Tot i això, un cop escollit el nou president de la FAVB, el Jordi Bonet, Andrés Naya encapçala de nou el rellançament de la revista.
El mateix 2011 l'Institut dels Drets Humans de Catalunya li va atorgar la menció especial per mitjans de comunicació en el context del Premi Solidaritat 2011. El guardó consistia en una placa commemorativa i reconeixia a la publicació pel seu "intacte compromís de mirada crítica i des dels barris a la cara menys amable de la ciutat, solidaritzant-se amb les veus i realitats més desfavorides". Els tres coordinadors van recollir el premi i van pronunciar un crític discurs d'agraïment, que va carregar contra les retallades, la corrupció immobiliària i el dèficit d'atenció política a la ciutadania.

## Contingut i col·laboradors
La Veu del Carrer s'ha convertit en un referent d'informació i anàlisis pels ciutadans interessats en la problemàtica urbana, veïnal i social de Barcelona. La seva periodicitat bimensual permet major profunditat en els continguts, allunyant-se de la immediatesa que regeix la premsa diària. Mantenint-se fidel al motiu fundacional, el to dels seus articles és crític amb les institucions municipals, les transformacions desmesurades i amb la carència de participació popular en els processos de transformació ciutadana. La seva vocació és tractar els temes que afecten els ciutadans de Barcelona de manera independent. Especialment destacables són els treballadíssims dossiers monogràfics que la revista dedica cada dos mesos a un tema d'interès ciutadà. De fet, un dels millors compendis d'informació disponible a les hemeroteques sobre la Barcelona de Maragall és obra de l'equip de Carrer.L' independència l'aconsegueixen gràcies a la convicció que les subvencions públiques són un dret dels ciutadans i, per tant, gràcies també al rebuig dels interessos comercials i polítics.
La Veu del Carrer té, com un dels objectius principals, el foment de la participació ciutadana i l'associacionisme. Ja en el seu primer número es va publicar una guia anomenada Guia d'ús d'una eina de participació ciutadana poc coneguda i menys usada on s'expliquen les eines de participació que existeixen i com fer-ne ús.
Entre el temes tractats no en falten alguns de polèmics sempre amb la intenció de donar veu i pluralitat a les diverses opinions. El número dos de la revista té com a tema central la violència i la intolerància, mostrant una preocupació crítica pel racisme als carrers de la ciutat. També es va tractar el tema de la SIDA a Barcelona al número 7 i el lesbianisme al número 6, sota el títol “El lesbianismo, una realidad invisible en nuestros Barrios”. Aquesta tendència no s'ha perdut al llarg dels 21 anys d'existència de la publicació. Al número 124 el tema central va ser la prostitució però explicada en clau feminista, donant veu a les opinions favorables a la legislació i en contra de la condemna de la societat al prohibir l'activitat sense oferir alternatives a les treballadores sexuals.
Un exemple de la pluralitat ciutadana que vol assolir La Veu del Carrer el trobem al número 30 on dediquen el monogràfic a fer una retrospectiva als últims 20 anys de lluita feminista. L'interessant del tractament del tema és que en un dels apartats donen veu a dones catòliques que parlen dels canvis que esperen per a la dona. La posició que van prendre La Veu del Carrer en el gran esdeveniment del moment, les olimpíades de 1992 a Barcelona, va ser molt crítica. Van mostrar preocupació i van voler deixar palesa la injustícia d'algunes de les mesures de construcció i infraestructures que es van prendre en aquella època. Un cas semblant va ser el del número 69, on tracten la construcció del Fòrum de les Cultures. Són molt crítics amb la inversió milionària que s'hi fa al costat del barri marginal de La Mina, que feia anys que esperava un pla de millora de les seves infraestructures.
La revista ha dedicat alguns número a recordar personalitats importants pel país i sovint amb clau explícitament antifranquista com és en el cas del monogràfic dedicat a Gracía Lorca i un altre a Salvador Puig Antich, al número 85.
Al I Congreso de comunicación local l'Andrés Naya Cabrero (redactor de Carrer) i la Rosa María Palencia Villa (redactora de Carrer professora de la Universitat Autònoma de Barcelona) van escriure l'article “La veu del Carrer: Una experiencia de diez años de prensa local, crítica y gratuïta en Barcelona”, on compartien l'experiència d'aquest projecte que afirmaven que havia aconseguit col·locar-se com a referent d'informació i anàlisis independent del panorama de la premsa local a Barcelona. Aquesta autonomia també és possible pel treball voluntari de professionals, estudiants i veïns que col·laboren periòdicament a la publicació. A més, durant els seus 21 anys d'existència, diversos intel·lectuals o professionals lliberals han contribuït amb articles o material gràfic. Un exemple són: l'artista Antoni Tàpies, que va fer la portada del número 60 (novembre-desembre de 1999); els escriptors Manuel Vázquez Montalbán i Josep Maria Carandell; l'historiador Josep Fontana; o els arquitectes Oriol Bohigas i Jordi Borja. Alguns altres periodistes de renom que han escrit habitualment són Josep Maria Huertas Clavería; Josep Martí Gómez o Lluís Permanyer.